# الشعابة (مذيخرة)

تعديل مصدري - تعديل

الشعابة محلة تابعة لقرية احوال البر، التابعة لعزلة مذيخرة بمديرية مذيخرة إحدى مديريات محافظة إب في الجمهورية اليمنية، بلغ تعداد سكانها 41 حسب تعداد اليمن لعام 2004.